# Рупцовск
Рубцовск (рус. Рубцовск) град је у Русији у Алтајском крају. Према попису становништва из 2010. у граду је живело 147.008 становника.

## Становништво
Према прелиминарним подацима са пописа, у граду је 2010. живело 147.008 становника, 16.055 (9,85%) мање него 2002.
| 1939.  | 1959.   | 1970.   | 1979.   | 1989.   | 2002.   | 2010.   |
| ------ | ------- | ------- | ------- | ------- | ------- | ------- |
| 37.709 | 111.357 | 144.951 | 157.082 | 171.792 | 163.063 | 147.008 |